# Alice de Lencquesaing
Alice de Lencquesaing (Parigi, 11 agosto 1991) è un'attrice francese.

## Biografia
Figlia dell'attore e regista teatrale Louis-Do de Lencquesaing e della direttrice della fotografia Caroline Champetier, ha esordito sedicenne sul grande schermo con una parte di sfondo nel film di Céline Sciamma Naissance des pieuvres (2007), a cui ha fatto seguire l'anno seguente un ruolo da non protagonista vero e proprio in Ore d'estate, diretta da Olivier Assayas. Ha poi recitato al fianco di suo padre ne Il padre dei miei figli di Mia Hansen-Løve e in Polisse di Maïwenn. Diretta dal padre in Au galop (2012), è stata candidata al premio César per la migliore promessa femminile.

## Filmografia

### Cinema
- Naissance des pieuvres, regia di Céline Sciamma (2007)
- Ore d'estate (L'Heure d'été), regia di Olivier Assayas (2008)
- Il padre dei miei figli (Le Père de mes enfants), regia di Mia Hansen-Løve (2009)
- Polisse, regia di Maïwenn (2011)
- Au galop, regia di Louis-Do de Lencquesaing (2012)
- La Tête la première, regia di Amélie van Elmbt (2012)
- La religiosa (La Religieuse), regia di Guillaume Nicloux (2013)
- La prochaine fois je viserai le cœur, regia di Cédric Anger (2014)
- Bodybuilder, regia di Roschdy Zem (2014)
- Il fascino indiscreto dell'amore (Tokyo Fiancée), regia di Stefan Liberski (2015)
- L'Antiquaire, regia di François Margolin (2015)
- Marguerite & Julien - La leggenda degli amanti impossibili (Marguerite et Julien), regia di Valérie Donzelli (2015)
- Rapinatori (Braqueurs), regia di Julien Leclercq (2015)
- Ange e Gabrielle - Amore a sorpresa (Ange et Gabrielle), regia di Anne Giafferi (2015)
- Mister Chocolat (Chocolat), regia di Roschdy Zem (2016)
- Un matrimonio (Noces), regia di Stephan Streker (2016)
- Frantz, regia di François Ozon (2016)
- Riparare i viventi (Réparer les vivants), regia di Katell Quillévéré (2016)
- Corporate, regia di Nicolas Silhol (2017)
- Toglimi un dubbio (Ôtez-moi d'un doute), regia di Carine Tardieu (2017)
- Thirst Street, regia di Nathan Silver (2017)
- Vulnerabili (Espèces menacées), regia di Gilles Bourdos (2017)
- Drôle de père, regia di Amélie van Elmbt (2017)
- Xún zhǎo Luōmài, regia di Wang Chao (2018)
- Cyrano, mon amour (Edmond), regia di Alexis Michalik (2018)
- Chacun chez soi, regia di Michèle Laroque (2020)
- La scelta di Anne - L'Événement (L'Événement), regia di Audrey Diwan (2021)

### Televisione
- La Dérive des continents, regia di Vincent Martorana – film TV (2006)
- Ceux qui dansent sur la tête, regia di Magaly Richard-Serrano – film TV (2014)
- Marjorie – serie TV, episodio 1x02 (2016)
- Lavoro a mano armata (Dérapages) – miniserie TV, 6 puntate (2020)
- César Wagner – serie TV, episodio 1x05 (2021)

### Cortometraggi
- Même pas en rêve, regia di Louis-Do de Lencquesaing (2010)
- Novembre, regia di Ronan Tronchot (2012)
- Les Éphémères, regia di Timothée Loisel (2012)
- Zoo, regia di Nicolas Pleskof (2013)
- Subordonnés, regia di Clara Leac (2014)
- Le Zoo de monsieur Vanel, regia di Bérenger Thouin (2014)
- L'Orée, regia di Fanny Mazoyer (2014)
- Marion, regia di Nathalie e Raphaël Holt (2015)
- Kiss Me Not, regia di Inès Loizillon (2015)
- Résurgence commode, regia di Guillaume Levil (2015)
- 26 amis en commun, regia di David Hammel (2015)
- La Course, regia di Bérenger Thouin (2015)
- Humaine, regia di Jean-Phillipe e Quentin Alix (2016)
- L'Anémone et l'Ancolie, regia di Ethan Selcer (2016)
- Nos Enfants, regia di Sarah Suco (2017)
- Lâchez les chiens, regia di Manue Fleytoux (2018)
- L'Émeute qui vient, regia di Lucas Gloppe (2018)
- Libre, regia di Stéphanie Doncker (2018)
- Le Grand Orchestre, regia di Keren Marciano (2018)
- Corée, mon amour, regia di Choi Yoon-young (2018)
- Courir toute nue dans l'univers, regia di Guillaume Levil (2019)
- Genève, regia di Louda Ben Salah (2019)
- Jésus 2020, regia di Aude Thuries (2020)

## Teatro
- Harper Regan. Due giorni nella vita di una donna, di Simon Stephens, regia di Lukas Hemleb. Théâtre du Rond-Point di Parigi (2013)
- Sarabanda, di Ingmar Bergman, regia di Jean-Claude Amyl. Lucernaire di Parigi (2014)
- Intra Muros, di Alexis Michalik, regia di Alexis Michalik. Théâtre 13 di Parigi (2017)
- J'habite ici, di Jean-Michel Ribes, regia di Jean-Michel Ribes. Théâtre du Rond-Point di Parigi (2021)
- J'avais ma petite robe à fleurs, di Valérie Lévy, regia di Nadia Jandeau. Théâtre du Rond-Point di Parigi (2022)

## Riconoscimenti
- Premio César
  - 2013 – Candidatura alla migliore promessa femminile per Au galop
- Premio Lumière
  - 2014 – Candidatura alla migliore promessa femminile per La Tête la première